# Swiss-Ski
Der Schweizerische Skiverband Swiss-Ski ist die Dachorganisation des Schweizer Schneesports. Seit der Gründung 1904 zählt dieser zu den wichtigsten und erfolgreichsten Sportverbänden der Schweiz.

## Organisation
Swiss-Ski ist gemäss Art. 60 ff. des Zivilgesetzbuches als Verein organisiert und vereint unter dem Dach seines Geschäftssitzes in Worblaufen folgende elf Disziplinen auf Stufe Spitzensport:
- Ski Alpin
- Langlauf
- Nordische Kombination
- Skispringen
- Biathlon
- Snowboard
- Skicross
- Freeski
- Aerials
- Moguls
- Telemarken

Swiss-Ski fördert gezielt den Spitzensport; rund 300 Athletinnen und Athleten gehören einem Swiss-Ski-Kader an; diese werden von rund 160 Trainern und Betreuern unterstützt. Eine weitere Kernaufgabe von Swiss-Ski ist die Förderung des Breitensports. Der Verband organisiert folgende Anlässe im Bereich Ski Alpin, Ski Nordisch, Snowboard und Freestyle:
- Grand Prix Migros, Migros Ski Day, Jugendskilager JUSKILA[1], Audi Snowboard Series, Swiss Freeski Tour, Audi Skicross Tour, Audi Shred Days, Dario Cologna Fun Parcours, Simon Ammann Jump Parcours, BKW Swiss Cup, Swiss Biathlon Cup, Helvetia Nordic Trophy, Swiss Loppet, SwissPass Smile Challenge, Swiss Masters Cup, Swiss Regio Cup, Sunrise Jugend Cup

Swiss-Ski ist Mitglied des Internationalen Skiverbandes (FIS), der International Biathlon Union (IBU), des Europäischen Skiverbands (ESF) und der Swiss Olympic Association. Ausserdem sind folgende Organisationen an Swiss-Ski angeschlossen: Swiss Snowsports, Verband Schweizer Langlaufschulen (VSLS), Loipen Schweiz, Romandie ski de fond (RSF), PluSport Behindertensport Schweiz. Als Unterverbände von Swiss-Ski fungieren darüber hinaus 12 Regionalverbände sowie die Fachverbände Swiss Grasski und Swiss Speed Ski. Über diese Regionalverbände sind rund 730 Clubs an Swiss-Ski angeschlossen. Insgesamt hat Swiss-Ski rund 100'000 Mitglieder und kann auf 10'000 Freiwillige zurückgreifen. Der Verband beschäftigt an seinem Hauptsitz in Worblaufen rund 60 Mitarbeitende.

## Geschichte
1893 wurde in Glarus der erste Skiclub der Schweiz gegründet; elf Jahre später, am 20. November 1904, trafen sich 16 Skiclubs in Olten zur Gründung des Schweizerischen Skiverbandes (SSV). Die Gründerclubs stammten aus der ganzen Schweiz; zu ihnen zählten Adelboden, Bern, Biel, Davos, Engelberg, Genf, Gotthard, Glarus, Grindelwald, La Chaux-de-Fonds, St. Gallen, St. Imier, St. Moritz, Vevey-Montreux, Zürich und Zweisimmen. In einem ersten Schritt erliessen die Vertreter Regeln zum Wettkampfbetrieb.
Nach der nationalen Etablierung trat der Schweizerische Skiverband 1922 schliesslich dem Schweizerischen Olympischen Komitee bei. Zwei Jahre später wurde innerhalb des Skiverbands die erste olympische Goldmedaille an den Olympischen Winterspielen in Chamonix bejubelt. Vier Jahre später gastierten die Olympischen Winterspiele mit der Austragung in St. Moritz erstmals in der Schweiz.
Die Mitgliederanzahl wuchs fortan stetig an. Die ersten Olympischen Winterspiele der Nachkriegszeit fanden 1948 in St. Moritz statt. Zu dieser Zeit waren bereits über 500 Clubs im Skiverband vertreten und mehr als 40'000 Mitglieder registriert. Zwischen 1951 und 1992 richtete der Skiverband 25 Mal die Schweizer Springertournee aus.
Ein Meilenstein folgte 1981: Die Schweiz sicherte sich erstmals den Gewinn der Nationenwertung im Alpinen Skiweltcup. Sechs Jahre später folgte mit dem Gewinn von insgesamt 14 Medaillen an den heimischen Alpinen Skiweltmeisterschaften 1987 in Crans-Montana einer der Höhepunkte der Verbandsgeschichte. Mit acht WM-Titeln ist die Ski-WM 1987 für den Schweizerischen Skiverband noch heute die erfolgreichste in der Geschichte. Die bis heute erfolgreichsten Schweizer Weltcup-Fahrer konnten an diesen geschichtsträchtigen Weltmeisterschaften ebenfalls brillieren: Vreni Schneider holte in Crans-Montana die Goldmedaille im Riesenslalom und feierte in ihrer Weltcup-Karriere insgesamt 55 Siege.  Pirmin Zurbriggen war in Crans-Montana sowohl im Super-G als auch im Riesenslalom siegreich. Er konnte im Verlauf seiner Karriere insgesamt 40 Weltcup-Rennen für sich entscheiden.
Im Jahr 2000 wurde im Rahmen einer ausserordentlichen Generalversammlung ein umfassendes Reformpaket beschlossen. Das Verbandsmanagement wurde professionalisiert und der Zentralvorstand durch ein siebenköpfiges Präsidium ersetzt. Zudem wurde der Name von «Schweizerischer Skiverband (SSV)» zu «Swiss-Ski» geändert, um einen einheitlichen Auftritt in sämtlichen vier Landessprachen zu gewährleisten.
Seit 2008 präsidiert der ehemalige Schweizer Abfahrtsspezialist und Abfahrts-Weltmeister Urs Lehmann den Verband, seit 2024 zusammen mit Peter Barandun. Barandun ist u. a. CEO und Verwaltungsratspräsident von Electrolux Schweiz und Vizepräsident des Verwaltungsrats der Arbonia AG. Er gehört bereits seit zwölf Jahren dem Swiss-Ski-Präsidium an, zuletzt als deren Vizepräsident.